# المسجد الكشميري
المسجد الكشميري (بالإنجليزية: Kashmiri Masjid ) يقع المسجد في منطقة دنبار المرج في العاصمة كاتماندو عاصمة نيبال .

## التاريخ
يعتبر المسجد الكشميري هو أكبر مسجد العاصمة كاتماندو عاصمة نيبال ويأتي بعده مسجد كاتماندو، تعرضت المسجد للهجوم في شهر سبتمبر من عام 2004 عندما اختطف 12 من النيباليين في العراق، لغة الخدمات والتدريس والصلاة باللغة العربية، وتمارس في المسجد جميع الصلوات.

## وصلات خارجية
- موقع المسجد الكشميري على الخريطة